# Richard Huschke
Richard Huschke, né le 6 août 1893, à Berlin, mort le 11 janvier 1980 à Calw, est un coureur cycliste allemand.  
Richard Huschke était avec son frère Adolf, l'un des plus grands coureurs sur route d'Allemagne avant et après la Première Guerre mondiale. Il a été professionnel de 1911 à 1929. Champion d'Allemagne sur route en 1922 et 1925. En 1924, il remporte avec Franz Krupkat les Six jours de Berlin avec le record inégalé de 4544.2 kilomètres.
Dans les années 1920, "King Richard" était si populaire que les fabricants de bicyclettes utilise son portrait.

## Palmarès
- 1920 
  - Berlin-Leipzig-Berlin
  - Bayrische Rundfahrt

- 1921
  - Tour de Cologne
  - Berlin - Hamburg

- 1922
  -  Champion d'Allemagne sur route
  - Hanovre-Hanovre
  - Munich-Berlin

- 1924 
  - Zürich-Berlin
  - Six jours de Berlin avec Franz Krupkat
  - Berlin-Cottbus-Berlin

- 1925
  -  Champion d'Allemagne sur route
  - Rund um Spessart und Rhon

- 1926
  - Berlin-Cottbus-Berlin

- 1928 
  - Hanovre-Hanovre

- Vienne-Berlin[1][Quand ?]